# Le Vielleur au chien
Le Vielleur au chien est un tableau de Georges de La Tour (1593-1652), il constitue le chef-d'œuvre des collections du musée du Mont-de-Piété de Bergues.

## Datation
Ce tableau appartient à la première période de l'artiste, la période diurne, qui s'intéresse, à contre-courant de la peinture de l'époque marquée par le maniérisme, aux paysans et aux mendiants dans toute la crudité de leur vérité.
Il fait partie d'une suite de Vielleurs, qui, sans constituer une série à proprement parler, reprennent un même motif pour le soumettre au jeu des variations. Selon un consensus général, Le Vielleur au chien serait le plus ancien tableau de La Tour sur ce sujet, datable autour des années 1620, et en tout état de cause, antérieur au Vielleur du musée des beaux-arts de Nantes, tenu pour le plus achevé.

## Description et analyse

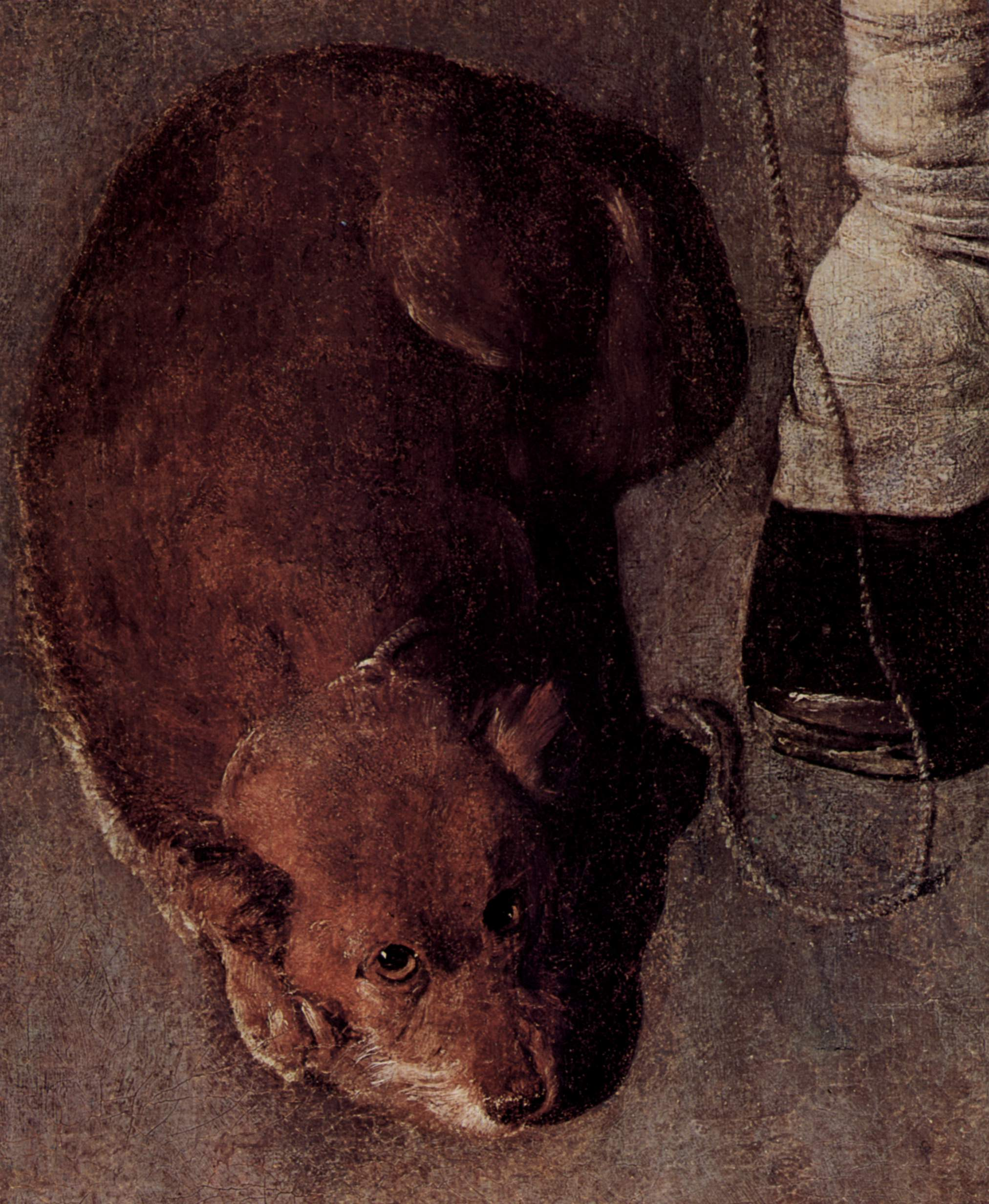
Détail du chien.

La toile, monumentale par sa taille (1,86 × 1,20 m), est la plus grande actuellement attribuée au peintre.
Elle représente, en pied et à l'échelle, un mendiant aveugle chantant et s'accompagnant à la vielle. Celui-ci tient en laisse un petit chien couché à ses côtés, qui lui sert vraisemblablement de guide. La faible profondeur est suggérée par des cailloux et un pavé au premier plan, et par l'intersection de deux murs latéraux qui bouchent l'arrière-plan, celui de gauche dans l'ombre, celui de droite éclairé par une lumière dont la source se situe devant le cadre, à gauche. L'ombre du vielleur se découpe nettement sur le sol, pour remonter sur le mur, au bord droit du cadre.
Structuré comme un grand chêne, le vielleur a un côté dramatique et pitoyable à la fois, ce que renforcent la nudité du décor, la dureté de l'éclairage, la voix figée dans la bouche ouverte, mais surtout sa démarche oscillante, avec ce pied gauche avancé qui semble le faire basculer vers l'avant. Et les yeux brillants que le petit chien adresse au spectateur, par contraste avec les yeux clos de l'aveugle, viennent à ajouter à la mélancolie de la scène.

## Historique

### Hypothèses sur sa provenance
L'historique du tableau, de l'époque de La Tour jusqu'à la Révolution, reste encore à l'état d'hypothèses.
Il pourrait provenir de la succession de Charles Mus, originaire des Pays-Bas espagnols, créateur et administrateur du mont-de-piété de Nancy en 1631. Ce dernier est en effet lié dès cette époque à Georges de La Tour, qui sera par la suite témoin au mariage de son fils Basil Mus en 1645, puis parrain de son petit-fils Georges Mus en 1646. Sa veuve Hélène de Grassis, qui lui succède dans sa charge, fait banqueroute en 1645 et, selon les archives, s’enfuit avec ses biens en Flandres. Une partie des dettes ayant été contractées auprès du mont-de-piété de Bergues, le tableau aurait pu servir de dédommagement, puis être vendu aux enchères par l’établissement de prêt, avant d’arriver dans la collection des abbés de saint Winoc, où il est confisqué à la Révolution.

### Présence à Bergues et attributions successives
La première mention du tableau date du 3 février 1791 quand Joseph Delorge, peintre et directeur de l’école de dessin de Bergues, est chargé de rédiger les États et Notices des Monumens et Peinture, sculpture et gravure provenant du mobilier de l’abbaye de Saint-Winoc à Bergues. Il y est ainsi décrit, au numéro 77 : « Un pauvre jouant de la vielle, orig[nal] de Carache [sic] Urbain, sur toile, 5 p[ieds], 6 p[ouces] sur 3 p[ieds], 6 p[ouces]. » Conservé un temps dans la bibliothèque de l’abbaye, il est transféré, avec  l'ensemble du dépôt, dans l’ancien collège des Jésuites de la ville entre le 3 décembre 1792 et le 5 janvier 1793. Un nouvel inventaire de Delorge vient confirmer le premier, en ajoutant la précision : « 400 l. prix marchand. 1000 livres prix d'amateur. »
En 1800, le tableau fait partie des trente-huit œuvres que le sous-préfet Louis Schadet choisit  « pour ornement de la salle d’audience et pièces attenantes » de la sous-préfecture de Bergues, alors installée à l’Hôtel de Ville. Dans la liste manuscrite que celui-ci établit à l’occasion du transfert, le tableau, sous le numéro 12, est présenté comme un « aveugle jouant de la vielle, mené par son chien », et attribué à « michel ange » — pour Le Caravage. Il est ensuite décrit, sans attribution mais comme un tableau original, sous le numéro 18 du Catalogue des Tableaux existant d’ancienne date à l’hôtel de la mairie de la ville de Bergues comme « un mendiant de Grandeur naturelle 175 × 130 cm ».
En 1842, Le Vielleur est confié, avec d'autres œuvres, au peintre Fabien-Napoléon Léoni pour être restauré. Le coût relativement important de cette restauration, qui se monte à 250 francs, laisse penser que le tableau, d'ailleurs doublé lors de l'opération, était déjà en mauvais état. Vers 1846, il intègre la galerie que l’hôtel de ville consacre à cet effet. Une liste manuscrite, probablement réalisée par un des membres de la commission du musée, attribue alors Le Vielleur à Zurbarán.
En 1871, il est accueilli dans les salles du nouvel hôtel de ville aménagées en musée. Dans le Catalogue des tableaux exposés dans la galerie du musée de Bergues rédigé par le peintre et restaurateur Pierre-Antoine Verlinde (1801–1877), le Mendiant jouant de la vielle, sous le numéro 97, est attribué à José de Ribera. Il est décrit de la façon suivante : « Un vieillard aveugle, couvert de vêtement et d’un manteau en haillons, chante en s’accompagnant d’une vielle. Le chien qui le conduit par une corde est couché à ses pieds. » .
Il est transféré dans l'ancien Mont-de-Piété de la ville quand celui-ci est transformé en musée en 1953.

### Attribution à Georges de La Tour et mise en lumière
Remarqué dès 1925 par Pierre Landry, qui le premier le rapproche des œuvres du maître alors en pleine redécouverte, le tableau est retenu par Charles Sterling pour figurer à l’exposition des « Peintres de la réalité » qui s'ouvre en novembre 1934 à l'Orangerie des Tuileries, mais encore prudemment attribué à l'« atelier de Georges de La Tour ». Nettoyé à cette occasion, il reste à Paris afin d’être restauré complètement. Au terme de l'opération qui dure quatorze mois, et est gracieusement offerte par Pierre Landry, le tableau est exposé quelque temps, à partir de juin 1936, dans la salle des nouvelles acquisitions du Musée du Louvre.
Ce n'est qu'en 1958 que Michel Laclotte place Le Vielleur au chien aux côtés des originaux de La Tour, et notamment du Vielleur de Nantes, à l’occasion de l’exposition intitulée « Le XVIIe siècle français. Chefs-d'œuvre des musées de province ». Depuis lors, il figure dans toutes les expositions majeures consacrées au peintre lorrain, que ce soit la première rétrospective qui s'est tenue de mai à septembre 1972 au Musée de l'Orangerie (catalogue no 3), ou celle des Galeries nationales du Grand Palais, du 3 octobre 1997 au 26 janvier 1998 (catalogue no 16).